# 1845 год в литературе

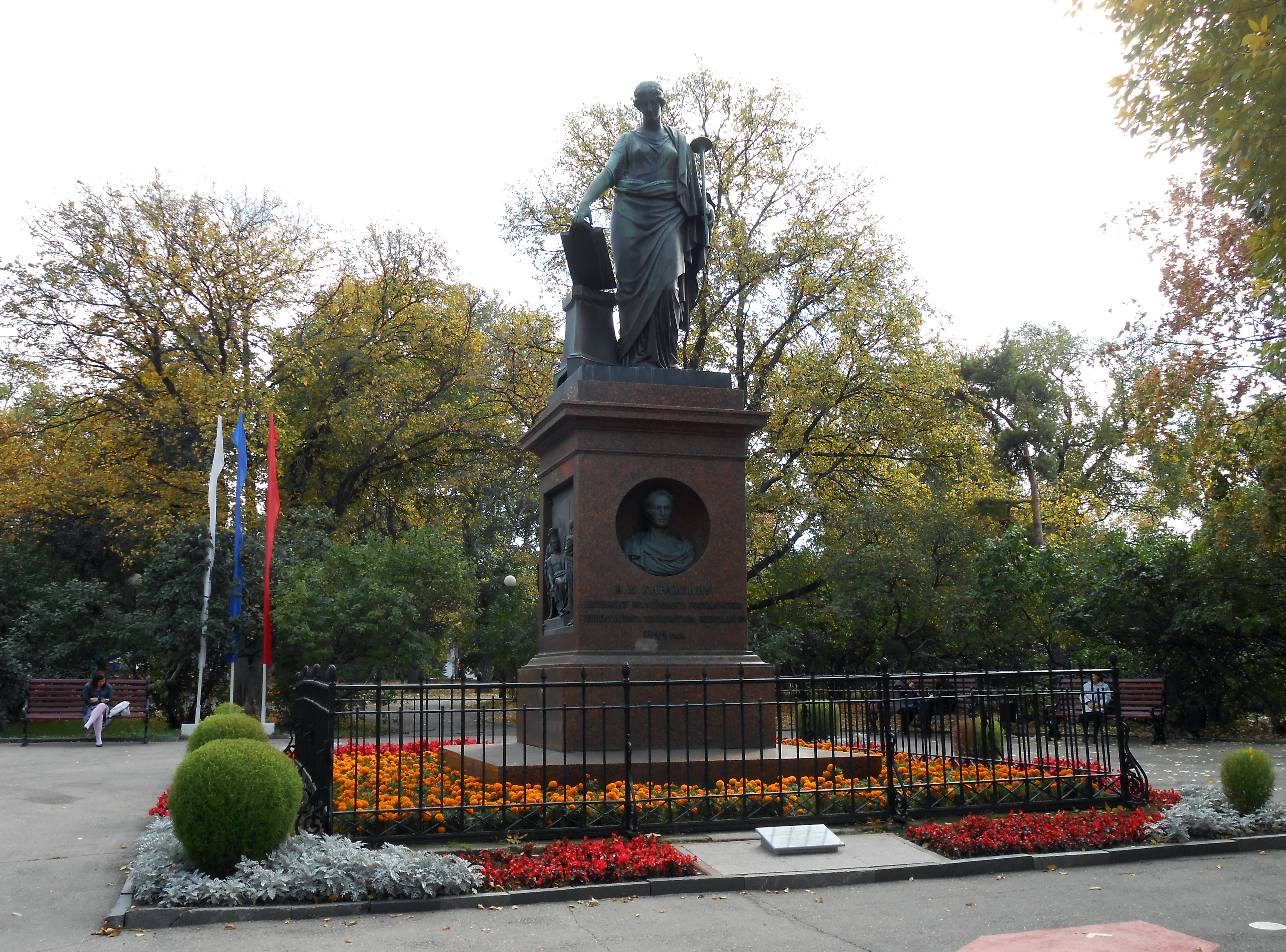
Памятник Карамзину

## События
- 22 августа — открытие памятника российскому историку и писателю Н. М. Карамзину.

## Книги
- «Бедные люди» — роман Фёдора Достоевского (опубликован в 1846).
- «Брынский лес» — произведение Михаила Загоскина.
- «Букеты, или Петербургское цветобесие» — пьеса Владимира Соллогуба.
- «Граф Монте-Кристо» (Le Comte de Monte-Cristo) — роман Александра Дюма-отца.
- «Кавказ» — поэма Тараса Шевченко.
- «Кармен» (Carmen) — повесть Проспера Мериме.
- «Королева Марго» (La Reine Margot) — роман Александра Дюма-отца.
- «Насильный брак» — баллада Евдокии Ростопчиной.
- «Петербургские шарманщики» — очерк Дмитрия Григоровича.
- «Тарантас. Путевые впечатления» — повесть Владимира Соллогуба.
- «Шевалье де Мезон-Руж» (Le Chevalier de Maison-Rouge) — роман Александра Дюма-отца.

## Родились
- 20 апреля — Герман Янке, прусский писатель, драматург, редактор, издатель. (умер в 1908).
- 16 июня – Фридрих Густав Триш, австрийский писатель и драматург (умер в 1907).
- 13 августа — Эжен Вермерш, французский поэт, писатель и журналист; один из деятелей Парижской коммуны (умер в 1878).
- 26 декабря — Николай Николаевич Златовратский, русский писатель (умер в 1911).

## Умерли
- 19 апреля — Александр Яковлевич Кульчицкий, русский писатель, театральный критик, автор стихотворных переводов и подражаний (родился в 1814 или 1815).
- 14 мая — Филипп Якоб Зибенпфейфер (Philipp Jakob Siebenpfeiffer), немецкий политический писатель (родился в 1789).
- 12 июля — Генрик Арнольд Вергеланд (Henrik Arnold Wergeland), норвежский писатель (родился в 1808).